# The Promised Neverland
The Promised Neverland (約束のネバーランド, Yakusoku no Nebārando, lit.  "A Prometida Terra do Nunca") é uma série de mangá shōnen escrita por Kaiu Shirai e ilustrada por Posuka Demizu. Os capítulos do mangá foram serializados na revista Weekly Shōnen Jump de 1 de agosto de 2016 até 14 de junho de 2020 com os capítulos compilados e publicados em 20 volumes de formato tankōbon pela editora Shueisha. A história segue um grupo de crianças em seu plano de fuga de um orfanato depois que elas descobrem um segredo obscuro.
No dia 22 de Maio de 2018 uma adaptação para anime foi anunciada. O anime foi produzido pelo estúdio CloverWorks e exibido pela Fuji TV no bloco NoitaminA de 11 de janeiro de 2019 até 29 de março de 2019, com 12 episódios. Uma segunda temporada da série de anime estreará em 6 de janeiro 2021. Um filme em live-action produzido pelo estúdio Toho, estreou em 18 de dezembro de 2020 nos cinemas japoneses. Uma série em live action ocidental estreará na Amazon Prime Video, com produção da Amazon Studios e da Fox21 Television Studios, a data segue indeterminada.
No Brasil o mangá é publicado pela Planet Manga da editora Panini Comics desde agosto de 2018. Em Portugal o mangá é publicado pela Editora Devir desde 18 de maio de 2019.
O mangá já vendeu mais de 26 milhões de cópias em todo o mundo, incluindo versões digitais, tornando-o um dos mangás mais vendidos da história.

## Enredo
Emma é uma órfã que vive em um orfanato chamado Grace Field House junto com seus outros irmãos adotivos. Dois deles são Norman e Ray, que, juntamente com a Emma, são os mais velhos e conseguem as pontuações mais altas em testes diários que eles têm que realizar. Emma observa que, enquanto eles são capazes de fazer o que querem, não podem sair do orfanato para irem ao mundo exterior.
Uma noite, a menina Conny, uma das crianças órfãs, é enviada para ser adotada, porém Emma percebe que ela deixou seu coelho de pelúcia Bernie para trás. Junto com Norman, ela vai atrás de Conny. No entanto, eles ficam chocados ao descobrirem que ela está morta e a casa onde vivem é na verdade uma fazenda onde eles são criados e colhidos para se tornarem alimentos de criaturas demoníacas. Para piorar a situação, Isabella, a cuidadora das crianças, (chamada carinhosamente de "Mama") é aliada destas criaturas, além disso, os demônios exigem que Norman, Ray, e Emma sejam os próximos, por terem as maiores pontuações. Esta notícia faz com que eles prometam fugir junto com todos os outros irmãos do orfanato.

## Personagens principais
- Emma - Juntamente com Ray e Norman, ela é uma das crianças mais velhas da casa, tendo 11 anos. Apesar de ser um pouco ingênua, ela é muito corajosa, ágil, carinhosa e demonstra um imenso amor em relação à todos os seus outros irmãos órfãos, independente da idade. É citado no mangá que, apesar de não ser tão inteligente quanto Norman e Ray, Emma apresenta uma extraordinária capacidade de aprendizado.
- Norman - Possui uma personalidade bastante lógica e racional, sendo sempre leal aos seus companheiros. Como é mostrado no capítulo 4 do mangá, Norman ama Emma, o que leva ele a fazer de tudo para deixá-la feliz.
- Ray - Assim como Norman, Ray é lógico e cauteloso, porém mostra-se uma pessoa anti-social que tende a se isolar dos seus outros irmãos. Por ser bastante inteligente e paciente, ele contribui muito para o plano de fuga do orfanato, embora não concorde com a exigência de Emma de levar os outros órfãos, pois, segundo ele, isso só diminuiria as chances de sucesso.

## Mídia

### Mangá
Kaiu Shirai e Posuka Demizu lançaram The Promised Neverland na 34ª edição da Weekly Shōnen Jump em 1 de agosto de 2016. Esta é a segunda colaboração entre Kaiu Shirai e Posuka Demizu, sua primeira série foi Poppy no Negai.[carece de fontes?] O mangá originou-se de um rascunho, intitulado Neverland (posteriormente expandido para The Promised Neverland devido a questões de direitos autorais), que Shirai trouxe para o departamento editorial da Jump em 2014, do qual cobria todo o primeiro arco da série em pouco mais de 300 páginas. Em agosto de 2019, foi anunciado que a séria havia entrado no "clímax" de seu arco final. O mangá teve sua finalização na 28º edição da Weekly Shonen Jump com o capítulo 181, em 14 de junho de 2020, totalizando 20 volumes tankōbon para a série.
Em 25 de julho de 2016, a editora Viz Media anunciou que publicaria digitalmente os três primeiros capítulos da série. Posteriormente, ela publicaria os novos capítulos do mangá simultaneamente com o lançamento japonês. O primeiro volume impresso na América do Norte foi publicado em 5 de dezembro de 2017 pela editora Viz Media.
O primeiro volume impresso no Brasil foi publicado em agosto de 2018 pela editora Panini Comics. Em Portugal, o primeiro volume foi publicado pela Editora Devir, no dia 18 de maio de 2019.
Um spin-off de comédia intitulado Oyakusoku no Neverland foi publicado no aplicativo Shonen Jump+ de 11 de janeiro a 28 de março de 2019, e seu volume compilado em tankōbon publicado em 4 de junho de 2019.

#### One-Shot
No dia 21 de dezembro de 2020, a Weekly Shonen Jump, da editora Shueisha, revelou que o manga de Kaiu Shirai e Posuka Demizu, The Promised Neverland, irá receber um novo one-shot, na 5ª e 6ª edição dupla da revista de 2021, que será lançada a 4 de janeiro do próximo ano.
O one-shot intitula-se “We Were Born” (Nós nascemos) e conta a história de uma “outra Promised Neverland“. O capítulo terá 32 páginas incluindo uma a cores, comemorando o início da segunda temporada do anime.
A revista recentemente publicou três one-shot, sobre o Ray, a Irmã Krone e Isabella, em 5 de outubro de 2020, 7 de dezembro de 2020 e 14 de dezembro de 2020 respectivamente.

### Light Novel
Uma história alternativa em light novel escrita por Nanao que introduz acontecimentos na perspectiva do personagem Norman, intitulada Yakusoku no Neverland: Norman Kara no Tegami, foi publicada em 4 de junho de 2018 no Japão pela editora Shueisha. No dia 4 de janeiro de 2019 foi publicada uma segunda novel intitulada Yakusoku no Neverland: Mama-tachi no Tsuisoukyoku, a história desenrola-se à volta de Isabella, a “mãe” das crianças na Grace Field House, e da irmã Krone. A terceira Light Novel, intitulada Yakusoku no Neverland: Sen'yū-tachi no Rekōdo, foi publicada em 2 de outubro de 2020. A história é sobre Lucas e Yuugo. A quarta Light Novel, intitulada Yakusoku no Neverland: Omoide no Film-tachi, foi publicada em 4 de dezembro de 2020, e toma lugar após o fim do mangá. A novel é sobre Norman, Emma e seus amigos conversando sobre suas memórias. Ao total 4 light novels foram escritas por Nanao até o momento.

### Anime
Uma adaptação em anime foi anunciada na 26ª edição da Weekly Shōnen Jump em 28 de maio de 2018. A série estreou em janeiro de 2019 e foi transmitida no bloco de programação de anime NoitaminA, da Fuji TV. A série foi animada pelo estúdio CloverWorks e dirigida por Mamoru Kanbe, com Toshiya Ono lidando com o roteiro da série, Kazuaki Shimada lidando com o character design e Takahiro Obata compondo a música da série. A série contou com 12 episódios, que cobriram o primeiro arco da história, o que é equivalente aos primeiros 37 capítulos do mangá. O anime foi transmitido via streaming exclusivamente pelos serviços Amazon Prime Video, no Japão, Wakanim, na França, e Crunchyroll no resto do mundo. O Diretor de Fotografia da série, Tomoyuki Shiokawa, faz parte do T2studio, estúdio de animação que colaborou com a CloverWorks na produção do anime. O anime teve uma pré-estréia nos serviços de streaming Amazon Prime Video apenas no Japão e Crunchyroll ao redor do mundo no dia 9 de janeiro de 2019 às 24:00 horas, e teve sua estréia nas emissoras japonesas a partir do dia 10 de janeiro de 2019 às 24:55 horas (efetivamente dia 11 pelas 00:55). Posteriormente, foram anunciadas outras emissoras de TV que transmitiram o anime. Foi anunciado que a emissora americana Hulu transmitirá o anime legendado em Inglês nos Estados Unidos no dia 9 de janeiro de 2019. O anime teve simulcast com a transmissão japonesa no AnimeLab na Austrália e na Nova Zelândia. A primeira temporada está disponível na Netflix no Brasil (legendada) desde 1 de setembro de 2020. A produção de uma segunda temporada da série de anime foi anunciada no mesmo dia em que saiu o último episódio da primeira temporada, no dia 28 de março de 2019, e estava programada para outubro de 2020. Porém, devido a pandemia do coronavírus, o anime foi adiado para 7 de janeiro de 2021. A staff principal e dubladores estão de volta na segunda temporada reprisando seus cargos. Na segunda temporada do anime, Kaiu Shirai, o autor da série de mangás, está ajudando no roteiro, e foi anunciado que haverá material original não presente no mangá. A segunda temporada do anime estreará antecipadamente no Amazon Prime Video no dia 6 de janeiro de 2021 ao 12:00 (UTC-3), exclusivamente no Japão.

### Filme em live-action
Um filme em live action foi produzido pelo estúdio Toho, e estreou nos cinemas japoneses em 18 de dezembro de 2020.

### Série em live-action
Em junho de 2020, foi revelado que uma série em live action ocidental estreará na Amazon Prime Video, com produção da Amazon Studios e da Fox21 Television Studios, a data segue indeterminada.

### Outras mídias
Em junho de 2020, foi anunciado que um artbook e um fanbook da série serão publicados, e uma exposição de arte começará em Tóquio em 11 de dezembro de 2020.

## Produção
Kaiu Shirai, escritor do mangá, enviou seus primeiros rascunhos para seu editor, Takushi Sugita, em 2013. Finalmente, em 2016, depois de encontrar o bom desenhista que procurava (Posuka Demizu) e configurar todo o universo, personagens e cenas principais do trabalho que a série foi lançada na revista Weekly Shōnen Jump da editora Shueisha.

## Recepção

### Mangá
De acordo com um anúncio colocado pela editora Shueisha em uma estação ferroviária de Shinjuku, os primeiros 3 volumes do mangá venderam 700 mil cópias a partir de maio de 2017. A partir de 13 de junho de 2017, os primeiros 4 volumes tinham 1,1 milhão de cópias impressas. Em agosto de 2017, o mangá tinha 1,5 milhões de cópias impressas. Em outubro de 2017, o número havia aumentado para 2,1 milhões. Em 14 de setembro de 2018, os primeiros 10 volumes tinham 6 milhões de cópias impressas. Em 12 de novembro de 2018, os primeiros 11 volumes tinham 7 milhões de cópias impressas. Foi o 4º mangá mais vendido de 2019, com mais de 7,4 milhões de cópias vendidas. Rebecca Silverman, do Anime News Network, gostou do primeiro volume do mangá e deu nota A-, dizendo: "ritmo tenso, conexões literárias interessantes, arte e história funcionam bem juntos, enredo forte e prenúncio". O mangá foi nomeado para a 10º edição do Manga Taishō em janeiro de 2017, e obteve 43 pontos do "Comitê Executivo" do prêmio Manga Taishō. O mangá também foi nomeado para a 11º edição do Manga Taishō em 2018, e obteve 26 pontos do "Comitê Executivo" do prêmio Manga Taishō. Em janeiro de 2018, o mangá ganhou o 63º Shogakukan Manga Award na categoria Shōnen. A série ficou em 1º lugar na lista dos melhores mangás de 2018 para os leitores do sexo masculino reunidos pelo Kono Manga ga Sugoi!. Em 2019, The Promised Neverland ficou em 35º lugar na 19ª lista "Livro do Ano" da revista Da Vinci magazine.

### Anime
Em fevereiro de 2020, a série de anime foi premiada como "Melhor Fantasia" no Crunchyroll Anime Awards, e a zeladora da Grace Field House, Isabella, ganhou a categoria "Melhor Antagonista".

Em novembro de 2019, Polygon nomeou a série como um dos melhores animes da década de 2010, e a Crunchyroll a listou em seu "Top 100 melhores animes da década de 2010". A IGN também listou The Promised Neverland entre as melhores séries de anime dos anos 2010.